# Kanton Aix-les-Bains-1
Der Kanton Aix-les-Bains-1 ist ein französischer Wahlkreis im Département Savoie in der Region Auvergne-Rhône-Alpes. Er umfasst 10 Gemeinden im Arrondissement Chambéry. Durch die landesweite Neuordnung der französischen Kantone wurde er 2015 neu geschaffen mit Aix-les-Bains als Hauptort (frz.: bureau centralisateur). Er ersetzte die beiden früheren Kantone Aix-les-Bains-Nord-Grésy und Albens.

## Gemeinden
Der Kanton besteht aus zehn Gemeinden und Gemeindeteilen mit insgesamt 30.324 Einwohnern (Stand: 2022) auf einer Gesamtfläche von 142,07 km²:
| Gemeinde               | Einwohner 1. Januar 2022 | Fläche km² | Dichte Einw./km² | Code INSEE | Postleitzahl |
| ---------------------- | ------------------------ | ---------- | ---------------- | ---------- | ------------ |
| Aix-les-Bains          | 8.927                    | 7,95       | 1.123            | 73008      | 73100        |
| Brison-Saint-Innocent  | 2.443                    | 8,75       | 279              | 73059      | 73100        |
| Entrelacs              | 6.465                    | 51,90      | 125              | 73010      | 73410        |
| Grésy-sur-Aix          | 4.633                    | 12,73      | 364              | 73128      | 73100        |
| La Biolle              | 2.922                    | 13,04      | 224              | 73043      | 73410        |
| Montcel                | 1.090                    | 15,23      | 72               | 73164      | 73100        |
| Pugny-Chatenod         | 1.060                    | 5,36       | 198              | 73208      | 73100        |
| Saint-Offenge          | 1.163                    | 15,63      | 74               | 73263      | 73100        |
| Saint-Ours             | 760                      | 4,59       | 166              | 73265      | 73410        |
| Trévignin              | 861                      | 6,89       | 125              | 73301      | 73100        |
| Kanton Aix-les-Bains-1 | 30.324                   | 142,07     | 213              | 7301       | –            |

1. ↑   Nur der nordwestliche Teil der Gemeinde, der Rest gehört zum Kanton Aix-les-Bains-2.

## Veränderungen im Gemeindebestand seit 2015
2016: Fusion Albens, Cessens, Épersy, Mognard, Saint-Germain-la-Chambotte und Saint-Girod → Entrelacs

## Politik
| Vertreter im Départementsrat | Vertreter im Départementsrat    | Vertreter im Départementsrat |
| Amtszeit                     | Namen                           | Partei                       |
| ---------------------------- | ------------------------------- | ---------------------------- |
| 2015–2021                    | Claude Giroud Nathalie Schmitt  | LR DVD                       |
| 2021–                        | Florian Maitre Nathalie Schmitt | DVD                          |